# Frédéric Pillet-Will
Pour les articles homonymes, voir Pillet.
Frédéric Pillet-Will est un banquier français, né le 8 mars 1837 à Paris où il est mort le 28 janvier 1911.

## Biographie

### Famille
Issu d'une famille originaire de Savoie anoblie par le roi de Sardaigne en 1833 (avec rang de comte), Frédéric-Alexis-Louis est le fils du banquier Alexis Pillet-Will (1805-1871) et de Louise Roulin, pour laquelle Gioachino Rossini composa sa Petite messe solennelle en 1863.

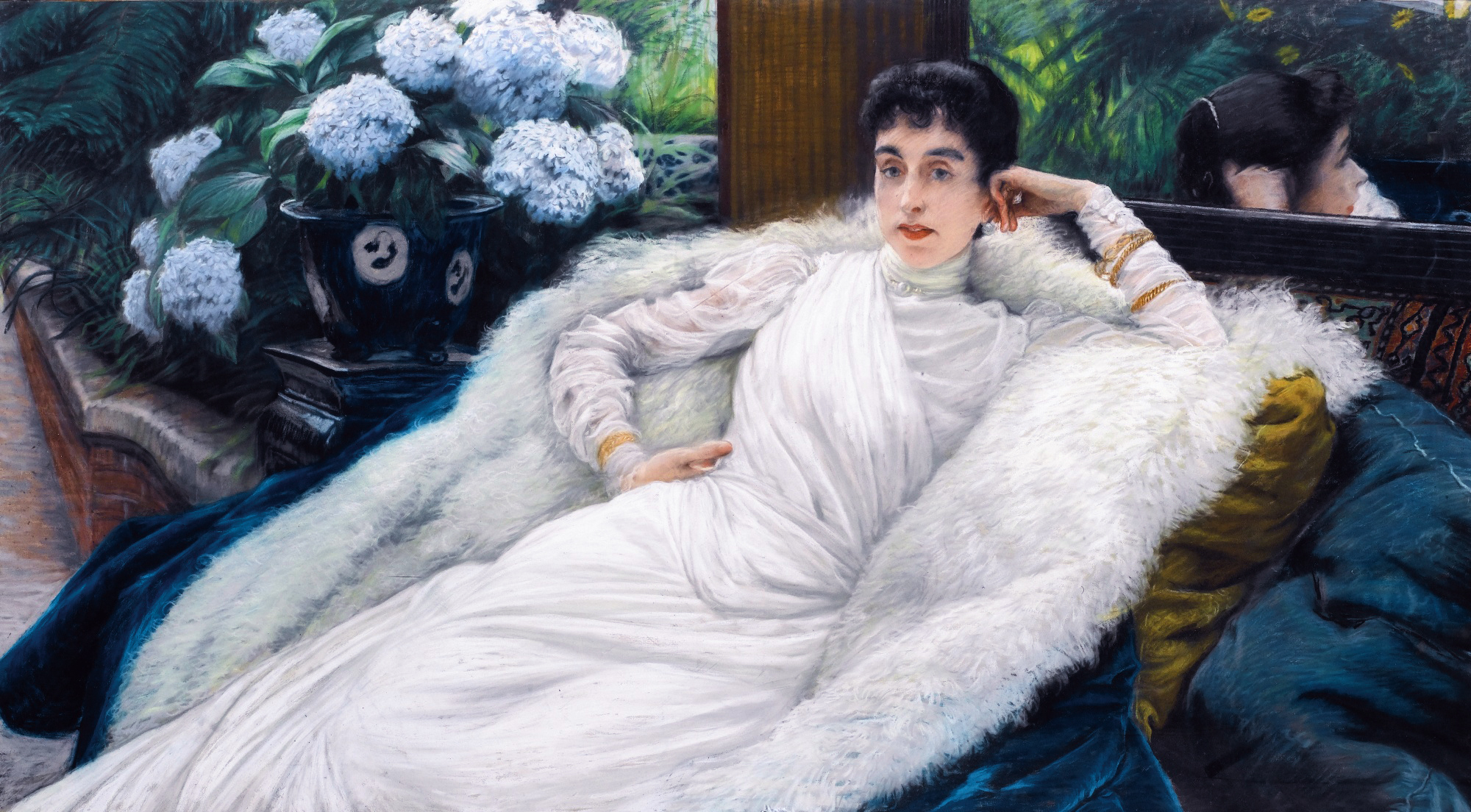
Clotilde Briatte, Comtesse Pillet-Will (James Tissot).

Il épouse en 1869 Clotilde Briatte (1850-1910), auteure de plusieurs ouvrages sous le pseudonyme de Charles d'Orino, dont il eut quatre enfants :
- Maurice (05/02/1870-24/01/1952), maire de la commune de Saint-Crépin-aux-Bois et très impliqué dans la vie sociale de Vieux-Moulin ; chevalier de la Légion d'honneur (décret du 13/08/1922), fondateur de l'hospice Saint-Maurice d'Attichy. Il épouse Isabelle de Comminges (1874-1953) dont Albert Besnard fait le portrait. il est inhumé le 28 janvier 1952 au cimetière de Montmartre 1re division dans la sépulture de la famille Pillet-Will[1] ;
- Frédéric (1873-1962), qui épouse Antoinette Foy (23/09/1879-13/12/1975) ;
- Mathilde-Marie-Constance (1874-1884) ;
- Hélène-Marie-Léonie (1875-1964), qui épouse Louis-Charles-Marie de La Trémoille (1863-1921), duc de Thouars et prince de Tarente.

### Carrière
Banquier, il est directeur de la Caisse d'épargne de Paris en 1871 et régent de la Banque de France (13e siège) à la suite de son père, du 13 juillet 1871 à 1890.
Il est membre du Comité parisien de la Banque ottomane de 1863 à 1911.
En 1879 il acquiert le vignoble de château Margaux des héritiers du banquier Alexandre Aguado, et y investit des sommes importantes pour rendre tout son éclat à la propriété, mais ses efforts furent anéantis par le phylloxéra ; c'est lui qui lança le concept de second vin en créant « le Pavillon rouge du château Margaux ».
En 1887 il fait construire un hôtel particulier au 31 rue du Faubourg-Saint-Honoré, à l'emplacement de l'ancien hôtel Marbeuf : l'hôtel Pillet-Will.
Il aurait été propriétaire quelque temps du château de Courtmoulin, à Sainte-Barbe-sur-Gaillon (Eure).
Une partie de l'immense fortune des Pillet-Will, qui passa pour la seconde de France, servit à créer de 1893 à 1898 le domaine et le château néo-Renaissance de Valmirande (Haute-Garonne) par le baron Bertrand de Lassus (1868-1909) qui en avait hérité de sa mère.
Frédéric Pillet-Will est inhumé en février 1911 au cimetière de Montmartre 1re division.

## Distinction
Il est nommé chevalier de la Légion d'honneur par décret du 12 août 1874. Il reçoit ses insignes des mains de son beau-père, Jules Briatte (1821-1905).